# Cầu Chín Vòm

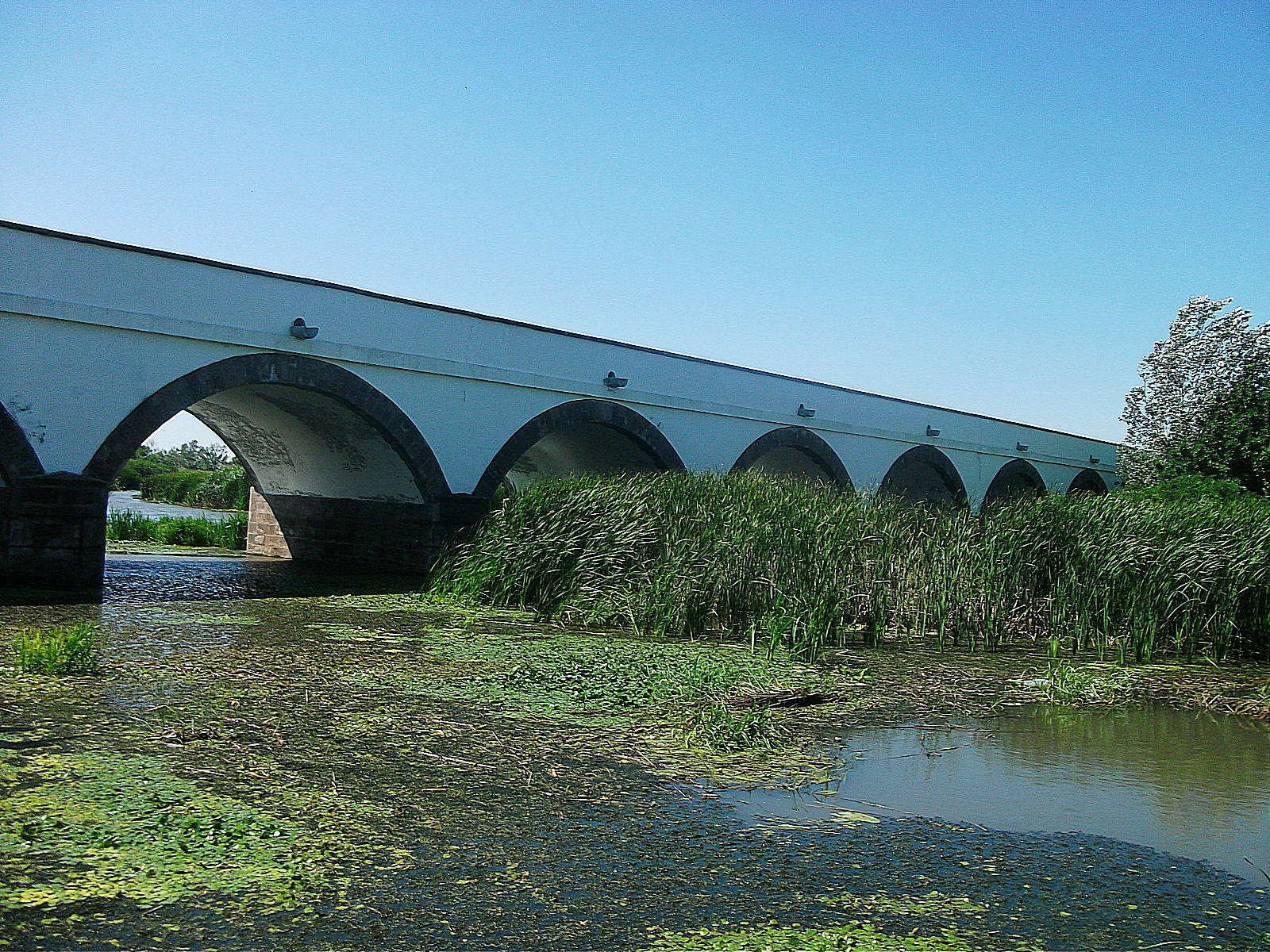
Cây Cầu Chín Vòm trong vườn quốc gia Hortobágy

Cầu Chín Vòm (Tiếng Hungary: Kilenclyukú híd) là một trong những công trình kiến trúc mang tính biểu tượng trong vườn quốc gia Hortobágy. Cây cầu này là tuyến đường đá dài nhất trong lịch sử Hungary trước năm 1921, khi diện tích Hungary chỉ vỏn vẹn bằng 1/3 so với ngày nay. Cầu Chín Vòm được mệnh danh là cây cầu đá được phác họa, vẽ và chụp ảnh nhiều nhất tại Hungary . Nó bắc ngang qua con sông Hortobágy và nằm gần nhà khách Hortobágyi Csárda.
Cây cầu được xây dựng trong vòng 7 năm, từ năm 1827 tới năm 1833 với phong cách cổ điển. Chiều dài giữa hai bên bờ sông Hortobágy là 92,13 mét, và cả con cầu có chiều dài tổng cộng là 167,7 mét. Chiều rộng của cầu là 6,85 mét và chiều cao là 7,9 mét.
Tiền thân của cây cầu này là một phiên bản bằng gỗ, được xây dựng vào năm 1697. Cây cầu gỗ này sau đó bị hư hỏng dần theo thời gian và sau khi trải qua khá nhiều lần trùng tu tốn kém, tới năm 1825 thì chính quyền thành phố Debrecen quyết định sẽ phá bỏ cây cầu này và xây dựng một cây cầu đá thay vào đó. Sau khi xem xét một vài bản thiết kế thì cuối cùng, thiết kế của kiến trúc sư Ferenc Povolny được chấp nhận. Cây cầu bắt đầu được xây dựng vào năm 1827 và 7 năm sau, sau khi cây cầu đá được hoàn thành thì cây cầu gỗ ban đầu mới được phá bỏ hoàn toàn.